# Gymnobela blakeana
Gymnobela blakeana é uma espécie de gastrópode do gênero Gymnobela, pertencente a família Raphitomidae.